# Серпухов-Ветка
Се́рпухов-Ве́тка (неофиц. Серпухов-2) — тупиковая железнодорожная станция Курского направления Московской железной дороги на тупиковом ответвлении Серпухов — Серпухов-Ветка. Расположена в городе Серпухове Московской области. Входит в Московско-Курский центр организации работы железнодорожных станций ДЦС-1 Московской дирекции управления движением. По основному характеру работы является промежуточной, по объёму работы отнесена к 5 классу.
Расположена на левом берегу Нары поблизости от исторического центра города. Обслуживает промышленные предприятия. Пути к Серпухову-Ветке от станции Серпухов на большей части своей протяжённости идут по северной окраине города, через Пост 4 км; в районе автозавода поворачивают на юг, непосредственно к станции.
Пассажирского сообщения нет.
Основные операции, выполняемые на станции:
- Приём/выдача повагонных отправок грузов, допускаемых к хранению на открытых площадках станций
- Приём/выдача мелких отправок грузов (крытые склады)
- Приём/выдача повагонных и мелких отправок (на подъездных путях и местах необщего пользования)
- Приём/выдача повагонных отправок грузов (крытые склады)
- Приём/выдача мелких отправок грузов, допускаемых к хранению на открытых площадках станций[2]

Ранее была станцией 4 класса.